# Biserica de lemn din Boju, Cluj

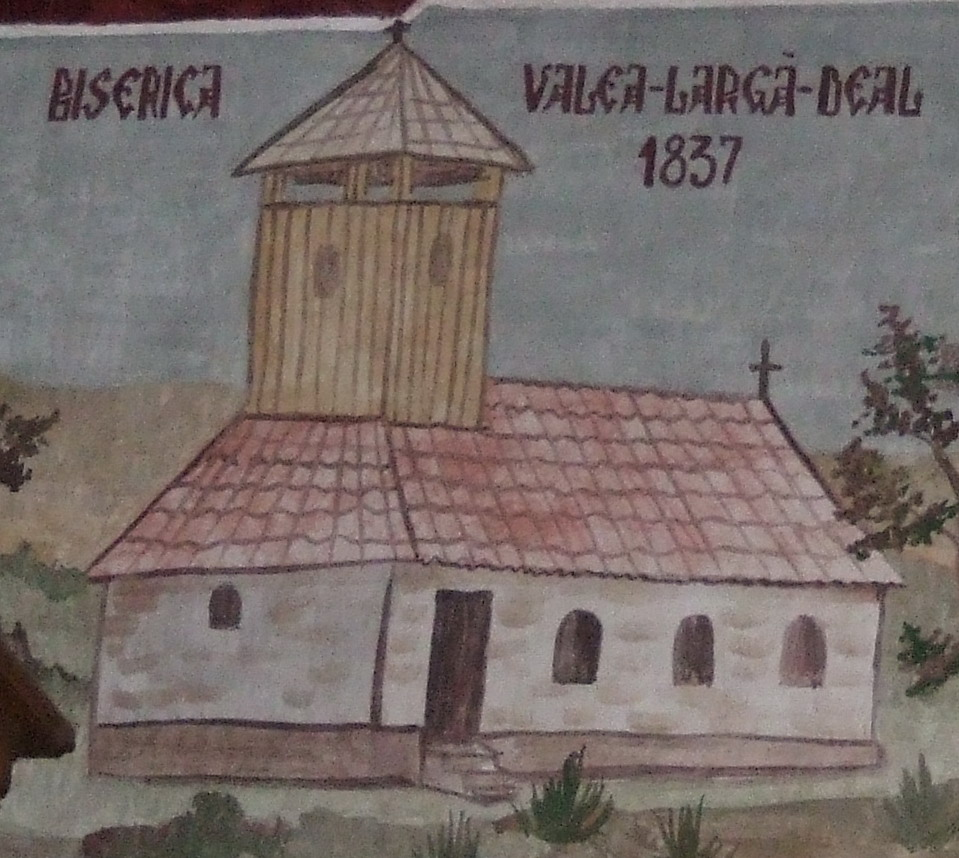
Biserica de lemn din Boju - mutată în Valea Largă, surprinsă în pictura noii biserici de zid din Valea Largă, 2009

Biserica de lemn din Boju - mutată în Valea Largă, detaliu la console

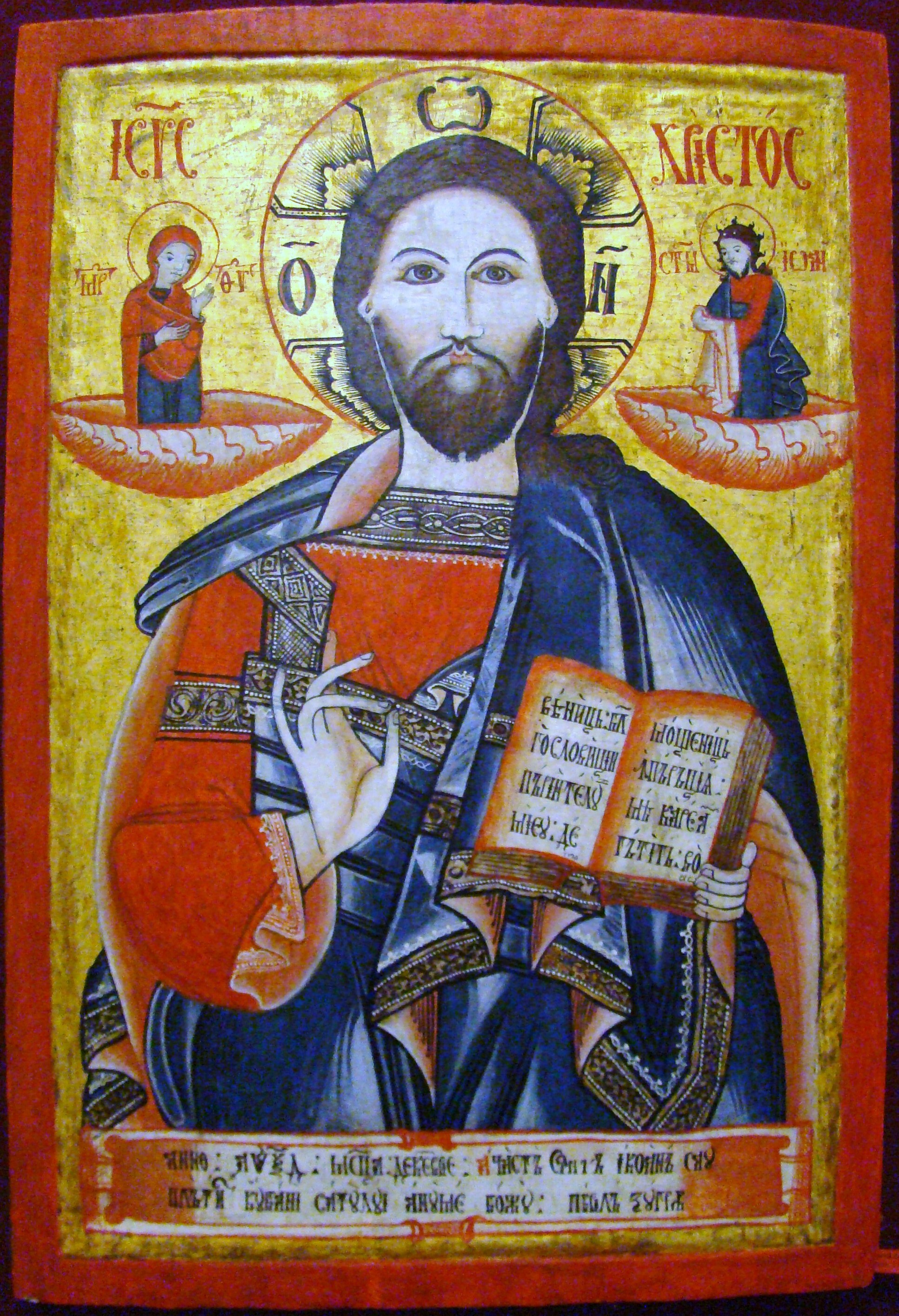
Deisis (Gavril Zugrav, 1761, pentru biserica din Boju)

Biserica de lemn din Boju, comuna Cojocna, județul Cluj, a fost una din bisericile călătoare ale Transilvaniei. Construită în Boju, la o dată ce nu se cunoaște, este vândută credincioșilor din Valea Largă, județul Mureș. Călătoria bisericuței nu se oprește aici, ci continuă spre schitul Cioara de lângă Sebeș, județul Alba. Se presupune că, călugării au demontat-o păstrând lucrurile de valoare.

## Istoric
Biserica de lemn se presune că a fost construită în partea de sat numită Joseni. Locul unde era biserica, azi concide cu gradina Oltenilor. Ulterior biserica a fost mutată în apropierea izvorului Șipoțel. După mutarea lângă izvor - pe o grădină de lângă Pustea Popii de sub Păpușel, pe grădina Cicacii, în partea care azi „aparține fetei lui Vasile Mariș, Maria, născută prin 1939-1940 și căsătorită cu Oltean, cu un nepot de-al lui Pătâng”  - în 1835, odată cu terminarea și sființirea actualei biserici de zid, vechea biserică de lemn a fost vândută credincioșilor din Valea Largă.